# Síntesi evolutiva ampliada
La síntesi evolutiva ampliada consisteix en un conjunt de conceptes teòrics que s'afegeixen a la prèvia síntesi moderna de la biologia evolutiva que va tenir lloc entre 1918 i 1942. La síntesi evolutiva ampliada va ser proposada a la dècada dels 50 per C. H. Waddington, va ser el punt de partida de l'equilibri puntuat de Stephen Jay Gould i Niles Eldredge en la dècada dels 80 i fou conceptualitzada de nou el 2007 per Massimo Pigliucci i Gerd B. Müller.
La síntesi evolutiva ampliada revisa la importància relativa de diferents factors en joc, tot examinant diverses suposicions de la síntesi moderna i augmentant-los amb factors causants addicionals. Inclou Selecció multinivell, herència epigenètica transgeneracional, construcció del nínxol, evolucionabilitat i diversos conceptes de biologia evolutiva del desenvolupament.
No tots els biòlegs estan d'acord en la necessitat o en l'abast d'una síntesi ampliada. Molts han col·laborat en una altra síntesi en biologia evolutiva del desenvolupament, el qual es basa en la genètica molecular del desenvolupament i l'evolució per entendre com la selecció natural opera en processos del desenvolupament i homologies profundes entre organismes al nivell de gens altament conservats.

## La "Síntesi Moderna"

Diverses idees importants sobre l'evolució van confluir en la genètica de poblacions de la primera meitat del segle XX per formar la síntesi moderna, incloent-hi la variació genètica, la selecció natural i l'herència particulada (Genètica Mendeliana). Això va acabar amb l'eclipsi del Darwinisme i va suplantar una varietat de teories de l'evolució no darwinianes. Tanmateix no va unificar del tot la biologia, tot ometent ciències com la biologia del desenvolupament.

La síntesi moderna era el marc teòric àmpliament acceptat al principi del segle XX ja que uneix la teoria de l'evolució per selecció natural de Charles Darwin i la teoria de la genètica de Gregor Mendel en un marc matemàtic comú. Va establir l'evolució com el paradigma central de la biologia. Les idees del segle xix de selecció natural de Darwin i la Genètica Mendeliana foren unides per investigadors com Ronald Fisher, un dels tres fundadors de la genètica de poblacions, i J. B. S. Haldane i Sewall Wright, entre 1918 i 1932. Julian Huxley va introduir la frase "síntesi moderna" en el seu llibre del 1942 Evolució: La Síntesi Moderna.

## Inicis de la síntesi evolutiva ampliada
Durant la dècada dels 50, el biòleg anglès C. H. Waddington va demanar una síntesi ampliada basada en la seva recerca en epigenètica i l'assimilació genètica. Una síntesi ampliada fou també proposada pel zoòleg austríac Rupert Riedl, amb l'estudi de l'evolucionabilitat. Durant el 1978, Michael J. D. White va escriure sobre una ampliació de la síntesi moderna basada en noves troballes sobre l'especiació.

## Dècada dels 80: l'equilibri puntuat
En la dècada dels 80, els paleontòlegs americans Stephen Jay Gould i Niles Eldredge van reclamar una síntesi ampliada basada en la seva idea de l'equilibri puntuat, el rol de la selecció d'espècies modelant pautes evolutives a gran escala i el raonament que la selecció natural opera en tots els nivells des dels gens fins a l'espècie.
L'etòleg John Endler va escriure un paper el 1988 en el que explica que hi havia processos de l'evolució que havien estat obivats.

## Contribucions de la biologia evolutiva del desenvolupament
Alguns investigadors en el camp de la biologia evolutiva del desenvolupament van proposar una altra síntesi. Argumenten que la Síntesi moderna i l'ampliada s'han de centrar principalment en els gens i van suggerir la integració de l'embriologia amb l'evolució i la genètica molecular, tot aspirant a entendre com la selecció natural opera en la regulació de l'expressió gènica i les homologies profundes entre organismes al nivell d'altament va conservar gens altament conservats, factors de transcripció i transducció de senyals. Per contrast, una altra corrent d'evo-devo, que segueix una aproximació basada en l'organisme, contribueix a la Síntesi ampliada per a emfasitzar (entre d'altres) el biaix del desenvolupament (ja sigui mitjançant la facilitació i la limitació), l'evolucionabilitat i l'inherència de la forma com a factors primaris en l'evolució d'estructures complexes i novetats fenotípiques.
El principal focus de disputa amb els neodarwinistes és sobre la font de la variació en la que la Selecció Natural pot operar. Els seguidors de la Síntesi ampliada neguen que aquesta sorgeixi dels "errors aleatoris de la còpia" en la replicació de l'ADN. De fet, sovint afirmen que el desenvolupament d'un organisme millorat per aquest mecanisme - fins i tot si succeeix ocasionalment - contravendria els principis de Shannon de la Teoria de la Informació.

## Història recent

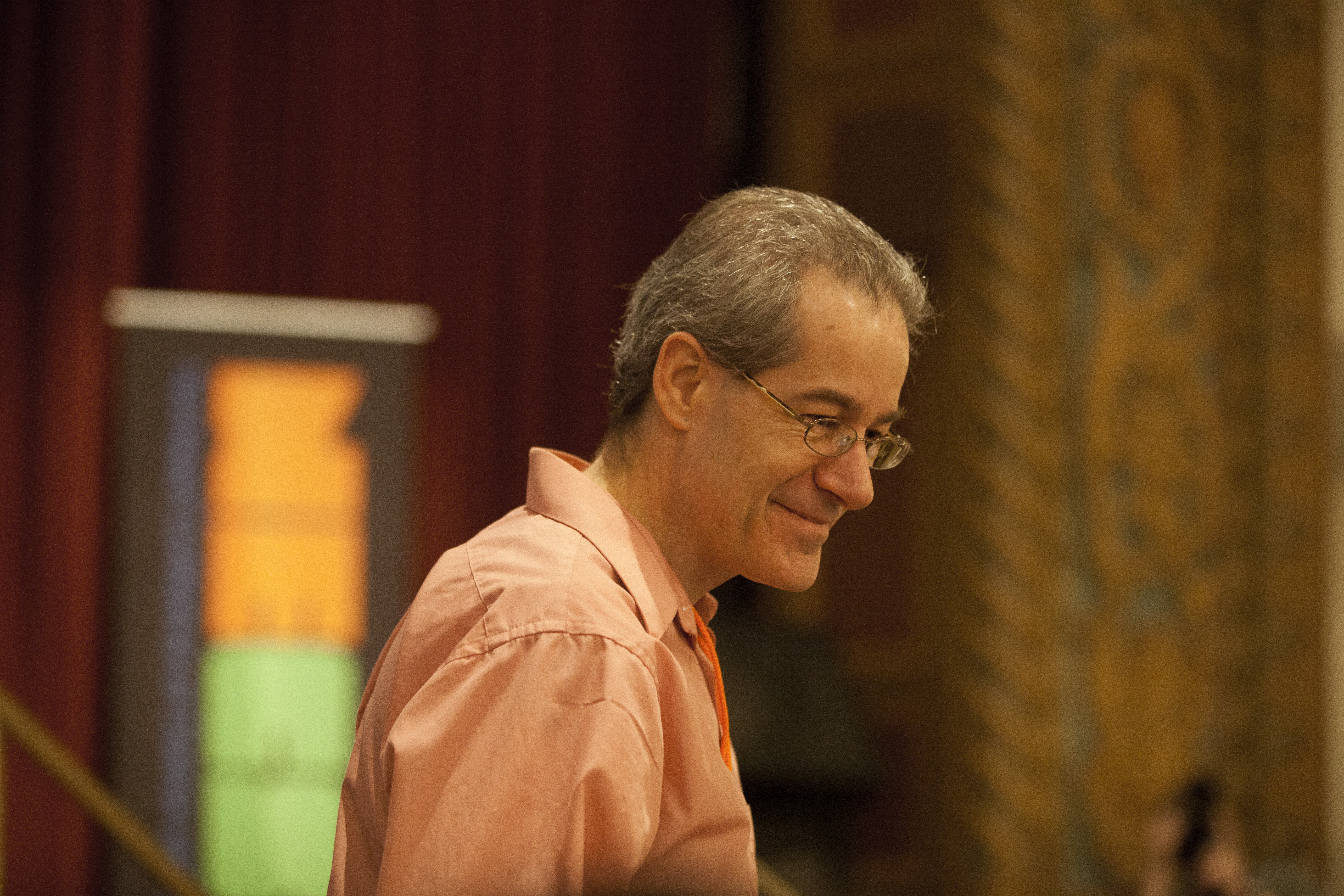
Massimo Pigliucci, promotor de la síntesi evolutiva ampliada

La idea d'una síntesi ampliada fou rellançada per Massimo Pigliucci i Gerd B. Müller amb un llibre del 2010 titulat "Evolution: The Extended Synthesis" el qual ha servit com a punt de partida per treballar en la síntesi ampliada. Això inclou:
- La funció de configuracions prèvies, estructures genòmiques, i altres trets de l'organisme per generar variacions evolutives.[45][46]
- Com la creixent dimensionalitat dels paisatges adaptatius afecta la nostra vista de l'especiació.[44]
- La funció de la selecció multinivell en les transicions evolutives importants.
- Tipus nous d'herència, incloent la cultural i l'herència epigenètica.[47][48]
- La manera com el desenvolupament de l'organisme i la plasticitat del desenvolupament canalitzen rutes evolutives[49][31][33] i generen novetat fenotípica[38][39][50]
- Com els organismes modifiquen els seus entorns a través de la construcció de nínxol.[5][2]

Altres processos com l'evolucionabilitat, plasticitat fenotípica, evolució en xarxa, evolució del sexe i simbiogènesi, segons els promotors de la síntesi ampliada, han estat bé exclosos o bé perduts a la síntesi moderna. L'objectiu de la sintesí ampliada de Piglucci i Müller és dur la teoria de l'evolució més enllà de l'aproximació centrada en el gen de la genètica de poblacions per considerar una aproximació més centrada en l'organisme i l'ecologia. Molts d'aquests processos són actualment considerats secundaris en la causalitat evolutiva i els promotors de la síntesi ampliada volen que siguin considerats com a causes evolutives de primera classe. El biòleg Eugene Koonin va escriure el 2009 que "els nous desenvolupaments en la biologia evolutiva de cap manera han de ser vistos com una refutació de Darwin. Al contrari, estan eixamplant els camins que Darwin va obrir fa 150 anys i revelen la fertilitat extraordinària del seu pensament."

### Prediccions
La síntesi ampliada se caracteritza pel seu conjunt addicional de prediccions que difereixen de la teoria estàndard de la síntesi moderna:
1. El canvi del fenotip pot precedir al canvi del genotip[4]
2. Els canvis dins el fenotip són predominantment positius enlloc de neutres (veu: teoria neutralista de l'evolució molecular)
3. Els canvis dins el fenotip són induïts a molts organismes enlloc de a un sol organisme
4. El canvi revolucionari del fenotip pot esdevenir mitjançant mutació, variació facilitada o esdeveniments de llindar[39][56]
5. L'evolució semblant de poblacions aïllades entre si, pot ser per evolució convergent o per biaix del desenvolupament[31]
6. L'adaptació pot ser causada per selecció natural, inducció ambiental, herència no genètica, aprenentatge i transmissió cultural (veure: Efecte Baldwin, mem, transgenerational epigenetic herència epigenètica transgeneracional, herència ecològica, herència no mendeliana)
7. L'evolució ràpida pot resultar per inducció simultània, selecció natural i dinàmica del desenvolupament[57]
8. La biodiversitat pot ser afectada per característiques dels sistemes del desenvolupament tal com diferències en evolucionabilitat
9. La variació heretable és dirigida cap a variants que són adaptives i integrades amb el fenotip
10. La construcció del nínxol està esbiaixada cap a canvis ambientals que convenen al fenotip del constructor o dels seus descendents, i milloren la seva adaptabilitat[2]
11. La Selecció pel parentesc[3] es pot explicar mitjançant l'adaptació inclusiva (que incorpora l'adaptació d'individus emparentats).